# Florin Călinescu
Florin Călinescu (n. 29 aprilie 1956, Timișoara) este actor român de film, radio, teatru și voce, realizator de emisiuni de televiziune și fost jurat al emisiunii de televiziune Românii au talent.

## Biografie
A absolvit secția umanistă a Liceului C.D. Loga în 1975 și UNATC-ul.
A debutat în cinematografie în anul 1981 în Lumini și umbre. A colaborat des cu regizorul Nae Caranfil, care l-a distribuit în filme precum E pericoloso sporgersi, Asfalt Tango și Filantropica, jucându-se pe sine în ultimul film ca prezentator al variantei fictive a emisiunii Chestiunea Zilei.
La începutul anilor 90 a debutat ca prezentator radiofonic cu emisiunea „Duminicile celor singuri” de la Pro FM. În 1996 ajunge la PRO TV, unde realizează emisiunea Ora șapte, bună dimineața, urmată de Chestiunea Zilei între 1997 - 2001 și 2003. În 2000 primește titlul de cetățean de onoare al municipiului Timișoara. În 2001 este numit director general al postului Tele 7 abc. În 2003 a devenit directorul ziarului Știrea zilei. Revine în 2003 la Pro TV unde prezintă emisiunea Procesul etapei timp de un an. Între 2005 și 2007 a fost realizatorul emisiunii „Om la om” de la TV Sport.
În 2008 a candidat din partea PNL pentru un loc de senator în colegiul nr. 4 din Argeș, dar nu a fost ales. Între anii 2000 și 2014 a fost director al Teatrului Mic. Deține un restaurant și mai multe firme.
A fost căsătorit timp de 27 de ani cu actrița Ana-Maria (Anmary) Călinescu, până la moartea acesteia, (28 februarie 1958 - 28 februarie 2005) Au avut împreună doi fii: Luca (d. 2012) și Petru. Din 2015 până în 2021 a fost jurat al emisiunii Românii au talent.
A candidat la Primăria București în 2021, din partea Partidului Verde (PV), primind 13.742 de voturi, adică 2,08% și clasându-se pe locul 4.
În februarie 2024 a anunțat că vrea să candideze la Președinția României la alegerile din 2024.

## Filmografie
- Arta apărării individuale (1980)
- Ștefan Luchian (1981)
- Înainte de moarte (1981)
- Lumini și umbre: Partea I (1981)
- Lumini și umbre: Partea II (1982)
- Întunericul alb (1982)
- Clipa de răgaz (1986)
- Enigmele se explică în zori (1989) - Andrei Mladin
- Balanța (1992) - Securist
- E pericoloso sporgersi (1993)
- O vară de neuitat (1994)
- Nostradamus (1994)
- Prea târziu (1996)
- Asfalt Tango (1996) - bișnițarul
- Filantropica (2002)
- Maria (2003)
- Băieți buni (2005) - serial TV
- Poveste de cartier (2008)
- Tanti Florica (2012) - Florica Călinescu
- Profu' (2019)
- Iubirea și dragostea (2023) - Costică